# Amuda
Amuda (en árabe: عامودا‎) es una localidad siria. Se encuentra en la Gobernación de Al-Hasakah.

## Ubicación
La localidad se encuentra muy próxima a las fronteras con Turquía. Su ubicación con respecto a otras ciudades de Siria es:
- A 83 kilómetros de Al-Hasakah, la capital de la gobernación.
- A 31 kilómetros de Qamishli, otra de las ciudades de la gobernación.
- A 708 kilómetros de la capital siria, Damasco.

## Demografía
Está poblada mayoritariamente por personas de etnia kurda. 

## Incendio
El 13 de noviembre de 1960 hubo un incendio en un cine donde 152 niños perdieron la vida.